# 2012-es angol labdarúgó-ligakupa-döntő
A 2011-12-es Carling Cup döntője a sorozat egyik legizgalmasabb és legdrámaibb fináléja volt, melyet 2012. február 26-án tartottak a londoni Wembley Stadionban. A mérkőzést a másodosztályú walesi Cardiff City és az angol Liverpool játszotta, s utóbbi nyerte meg tizenegyespárbajban 2–3-ra, hosszabbítás utáni 2–2-es állás után. Ez volt a "Vörösök" nyolcadik ligakupa-győzelme, mellyel tovább növelték előnyüket az örökranglistán.

## A döntő részletei
| 2012. február 26. 16:00 (WET) |

| Cardiff City                                | 2–2   | Liverpool                             |
| ------------------------------------------- | ----- | ------------------------------------- |
| Mason 19' Turner 118'                       | (1–0) | Škrtel 60' Kuijt 108'                 |
| Büntetőpárbaj                               |       |                                       |
| Miller Cowie Gestede Whittingham A. Gerrard | 2–3   | S. Gerrard Adam Kuijt Downing Johnson |

| Wembley Stadion, London (Anglia) Nézőszám: 89 041 Játékvezető: Mark Clattenburg (County Durham) Asszisztensek: Simon Beck (Bedfordshire), Mick McDonough (Northumberland) Negyedik számú játékvezető: Anthony Taylor (Greater Manchester) |

| Csapatszínek | Csapatszínek | Csapatszínek |
| Csapatszínek |              |              |
| Csapatszínek |              |              |
|              |              |              |
| Cardiff City |              |              |

| Csapatszínek | Csapatszínek | Csapatszínek |
| Csapatszínek |              |              |
| Csapatszínek |              |              |
|              |              |              |
| Liverpool    |              |              |

| Cardiff City:                                                 |    |                       |
|                                                               |    |                       |
| K                                                             | 22 | Tom Heaton            |
| BV                                                            | 3  | Andrew Taylor         |
| KV                                                            | 25 | Ben Turner (csk) 118' |
| KV                                                            | 5  | Mark Hudson 99'       |
| JV                                                            | 2  | Kevin McNaughton 106' |
| BKP                                                           | 20 | Joe Mason 91'         |
| KKP                                                           | 17 | Aron Gunnarsson       |
| KKP                                                           | 7  | Peter Whittingham     |
| JKP                                                           | 8  | Don Cowie             |
| CS                                                            | 15 | Rudy Gestede          |
| CS                                                            | 9  | Kenny Miller          |
| Cserék:                                                       |    |                       |
| K                                                             | 1  | David Marshall        |
| V                                                             | 6  | Anthony Gerrard 99'   |
| V                                                             | 18 | Lee Naylor            |
| KP                                                            | 4  | Filip Kiss 91' 99'    |
| KP                                                            | 11 | Craig Conway          |
| KP                                                            | 23 | Darcy Blake 106'      |
| CS                                                            | 10 | Robert Earnshaw       |
| Vezetőedző:                                                   |    |                       |
| Malky Mackay A mérkőzés játékosa: Stewart Downing (Liverpool) |    |                       |

| Liverpool:     |    |                          |
|                |    |                          |
| K              | 25 | José Manuel Reina        |
| BV             | 3  | José Enrique             |
| KV             | 5  | Daniel Agger 86'         |
| KV             | 37 | Martin Škrtel            |
| JV             | 2  | Johnson                  |
| BKP            | 19 | Stewart Downing          |
| KKP            | 26 | Charlie Adam             |
| KKP            | 8  | Steven Gerrard (csk)     |
| JKP            | 14 | Jordan Henderson 52' 58' |
| CS             | 9  | Andy Carroll 108'        |
| CS             | 7  | Luis Alberto Suárez      |
| Cserék:        |    |                          |
| K              | 32 | Doni                     |
| V              | 23 | Jamie Carragher 86'      |
| V              | 34 | Martin Kelly             |
| KP             | 11 | Maxi Rodríguez           |
| KP             | 20 | Jay Spearing             |
| CS             | 18 | Dirk Kuijt 108'          |
| CS             | 39 | Craig Bellamy 58'        |
| Vezetőedző:    |    |                          |
| Kenny Dalglish |    |                          |

### Statisztika
| Cardiff City |                      | Liverpool |
| ------------ | -------------------- | --------- |
| 2            | Gólok                | 2         |
| 11           | Lövések              | 39        |
| 7            | Kapura tartó lövések | 19        |
| 47%          | Labdabirtoklás       | 53%       |
| 3            | Szögletek            | 19        |
| 11           | Szabálytalanságok    | 14        |
| 1            | Lesek                | 5         |
| 2            | Sárga lapok          | 1         |
| 0            | Piros lapok          | 0         |